# Shahrestān di Khorramdarreh
Lo shahrestān di Khorramdarreh (farsi شهرستان خرمدره) è uno degli 8 shahrestān della provincia di Zanjan, il capoluogo è Khorramdarreh.